# Rósa (мініальбом)
Rósa — четвертий міні- і п'ятий загалом альбом гурту «Vivienne Mort», який було презентовано в соціальних мережах 15 березня 2016 року.
Альбом записували на студії Revet Sound, в костелі св. Миколая. Лейбл Enjoy! Records.

## Список пісень
| #     | Назва                  | Тривалість |
| ----- | ---------------------- | ---------- |
| 1.    | «Intro»                | 1:22       |
| 2.    | «Той, хто рятує імена» | 3:54       |
| 3.    | «Outro»                | 00:41      |
| 4.    | «Хто такий»            | 3:27       |
| 5.    | «HOW»                  | 5:19       |
| 6.    | «Пам'ятаєш»            | 3:59       |
| 7.    | «Пташечка»             | 4:11       |
| 24:33 |                        |            |